# Witsterdikbekje
Het witsterdikbekje (Sporophila lineola) is een zangvogel uit de familie Thraupidae (tangaren). Deze vogelsoort kent seksuele dimorfie, waar het mannetje zwart-wit gekleurd is met opvallende kopstrepen en het vrouwtje egaal bruin. Een deel van de mannetjes in de populatie draagt hetzelfde verenkleed als de vrouwtjes, voor nog onbekende reden.

## Verspreiding en leefgebied
Deze soort komt voor van Bolivia tot Paraguay, zuidoostelijk Brazilië en noordelijk Argentinië.